# Лігай Тауншип (округ Карбон, Пенсільванія)
Лігай Тауншип (англ. Lehigh Township) — селище (англ. township) в США, в окрузі Карбон штату Пенсільванія. Населення — 425 осіб (2020).

## Демографія
Згідно з переписом 2010 року, у селищі мешкало 479 осіб у 201 домогосподарстві у складі 136 родин. Було 227 помешкань
Расовий склад населення:
| - 95,6 % — білих - 1,5 % — азіатів - 0,4 % — корінних американців - 0,2 % — чорних або афроамериканців - 1,5 % — осіб інших рас |

До двох чи більше рас належало 0,8 %. Частка іспаномовних становила 2,3 % від усіх жителів.
За віковим діапазоном населення розподілялося таким чином: 12,9 % — особи молодші 18 років, 62,7 % — особи у віці 18—64 років, 24,4 % — особи у віці 65 років та старші. Медіана віку мешканця становила 51,9 року. На 100 осіб жіночої статі у селищі припадало 97,1 чоловіків;  на 100 жінок у віці від 18 років та старших — 93,1 чоловіків також старших 18 років.
Середній дохід на одне домашнє господарство  становив 67 122 долари США (медіана — 39 143), а середній дохід на одну сім'ю — 91 439 доларів (медіана — 54 107). За межею бідності перебувало 14,3 % осіб, у тому числі 29,2 % дітей у віці до 18 років та 14,2 % осіб у віці 65 років та старших.
Цивільне працевлаштоване населення становило 229 осіб. Основні галузі зайнятості: виробництво — 24,5 %, освіта, охорона здоров'я та соціальна допомога — 24,5 %, публічна адміністрація — 10,0 %, роздрібна торгівля — 7,4 %.